# Tomoya Uchida
Tomoya Uchida (jap. 内田 智也 Uchida Tomoya; ur. 10 lipca 1983) – japoński piłkarz występujący na pozycji pomocnika.

## Kariera klubowa
Od 2002 do 2016 roku występował w klubach Yokohama FC, Omiya Ardija i Ventforet Kofu.